# Dutch Institute for Vulnerability Disclosure
De stichting Dutch Institute for Vulnerability Disclosure, afgekort tot DIVD, is een in 2019 opgerichte stichting met als doel het veiliger maken van de digitale wereld door het doen van onderzoek naar zwakke plekken in informatiesystemen, gevonden fouten bij betrokkenen te melden en hulp te bieden bij het oplossen ervan. Anno maart 2022 heeft DIVD een totaal aantal van 191571 IP-adres met fouten gevonden en gemeld, waarvan 58358 in 2020 en 77831 in 2021.
De stichting is op 26 september 2019 opgericht door initiatiefnemers Victor Gevers als voorzitter, Chris van 't Hof als secretaris en Astrid Oosenbrug als penningmeester en bestaat uit een team van vrijwilligers die zich inzetten om  informatiesystemen erop te controleren dat zij goed tegen malware zijn beschermd. Het Nederlands Security Meldpunt is in 2022 opgericht om hierbij te helpen en is onderdeel van het DIVD.
Het DIVD heeft in 2021 ontdekt dat de software van het Amerikaanse bedrijf Kaseya niet veilig was. De oplossing kwam echter te laat, waarna de computers van honderden bedrijven in diverse landen door cybercriminelen werden geblokkeerd.
De Nederlandse overheid geeft het DIVD van 2022 tot 2024 een subsidie vanuit de regeling Versterking cyberweerbaarheid.

## CVE Numbering Authority
Het DIVD is sinds februari 2022 de vierde Nederlandse CVE Numbering Authority, waarmee de organisatie zelf nieuwe CVE-nummers mag registreren en toekennen aan gevonden fouten die vrijwilligers voor het DIVD vinden.